# The Ballad of Frankie Lee and Judas Priest
"The Ballad of Frankie Lee and Judas Priest" er en sang fra Bob Dylan's album John Wesley Harding fra 1967. Han har spillet sangen live i 1987 (med Grateful Dead), 1988 og 2000. 
Balladen er den længste sang på John Wesley Harding, og uden omkvæd eller bro: den består blot af flere vers fortalt af Dylan. Ligesom resten af albummet er der ikke voldsomt meget instrumentalmusik, og teksterne indeholder flere allegorier. Historien har en person kaldet Frankie Lee som besvarer forslag og fristelser fra  Judas Priest. Frankie Lee dør til sidst "af tørst" efter at have levet 16 dage og nætter i et hjem med 24 kvinder, muligvis et bordel. 
Sangen er speciel i forhold til andre Dylan-sange, da "The Ballad of Frankie Lee and Judas Priest" ikke lader til at slutte med en tydelig morale, og blot slutter med "the moral of this story, the moral of this song, is simply that one should never be where one does not belong", et råd om at hjælpe sin nabo med hans gerning, og "don't go mistaking Paradise/for that home across the road."

## Trivia
- De to bands Franky Lee og Judas Priest har begge taget navn efter denne sang.

## Coverversioner
- Jerry Garcia og David Grisman: Been All Around This World (2004)
- Martyna Jakubowicz på Tylko Dylan (2005), som Jot jak Judasz (på polsk)